# Hans Helfritz (Rechtswissenschaftler)
Hans Hugo Helfritz (* 21. Februar 1877 in Greifswald; † 9. Mai 1958 in Erlangen) war ein deutscher Staatsrechtler und Ministerialbeamter. Von 1919 bis 1945 war er Hochschullehrer an der Schlesischen Friedrich-Wilhelms-Universität.

## Leben
Helfritz stammt aus einer Greifswalder Honoratiorenfamilie. Sein Großvater war Georg Beseler, Lehrer von Otto von Gierke, der später Helfritz beeinflussen sollte. Hans Helfritz wurde 1877 als Sohn von Hugo Helfritz, Bürgermeister und Mitglied des Preußischen Herrenhauses, in Greifswald geboren. Nach dem Abitur am humanistischen Gymnasium Greifswald studierte er ab 1895 Rechtswissenschaft an der Friedrich-Wilhelms-Universität zu Berlin (3 Semester) und der Universität Greifswald (4 Semester). Ab 1896 war er Mitglied des Corps Pomerania Greifswald 1898 legte er das Referendarexamen in Stettin und 1903 das Zweite Juristische Examen ab. Danach war er Gerichtsassessor in Greifswald. 1905 wurde er bei Otto von Gierke an der Universität Greifswald zum Dr. iur. promoviert. Die Arbeit war durch Wilhelm Kahl angeregt worden. Von 1906 bis 1911 war er Stadtsyndikus in Greifswald, danach (1911) Regierungsassessor in der preußischen allgemeinen Staatsverwaltung und Regierungsrat in Aurich. Nebenamtlich war er auf einer weltlichen Konsistorialstelle tätig. Von 1906 bis 1911 studierte er überdies Nationalökonomie an der Universität Greifswald. 1911 wurde er bei Karl Oldenberg zusätzlich zum Dr. phil. promoviert. 1914 habilitierte Helfritz sich bei Wilhelm Kahl an der Friedrich-Wilhelms-Universität zu Berlin für Staats- und Verwaltungsrecht und erhielt die Venia legendi. Im selben Jahr war er hilfsweise in der Hochschulabteilung im Preußischen Kulturministerium in Berlin tätig. Einst, Einjährig-Freiwilliger der Culmer Jäger, diente er im Ersten Weltkrieg bei einer berittenen Maschinengewehr-Abteilung als Hauptmann der Reserve. 1918 war er kurzzeitig Kurator und Dozent der Rechtswissenschaften an der deutschen Landesuniversität Dorpat. 1919 wurde er Vortragender Rat im Dezernat Generalien der Universitäten im Preußischen Kultusministerium in Berlin. Helfritz war ab 1918 Mitglied der Deutschnationalen Volkspartei (DNVP). Er war kommunalpolitisch aktiv und übernahm 1922 den Vorsitz der Breslauer DNVP. Er war Monarchist und Deutschnationaler und stand als solcher der Weimarer Republik ablehnend gegenüber.
Im selben Jahr kam Helfritz auf den Lehrstuhl für Staats-, Verwaltungs- und Völkerrecht an der Schlesischen Friedrich-Wilhelms-Universität. 1928 wurde er wegen eines monarchistischen Artikels vom preußischen Kultusminister Carl Heinrich Becker getadelt und aus der Prüfungskommission des Oberlandesgerichts Breslau entfernt; außerdem wurde der liberalere Ludwig Waldecker nach Breslau berufen. Im Frühjahr 1933 wurde Helfritz zum Rektor der Breslauer Universität gewählt. Bereits im Herbst 1933 wurde er – der dem NS-Regime kritisch gegenüberstand – von dem Völkerrechtler Gustav Adolf Walz abgelöst. Helfritz lehrte aber bis 1945 weiter an der Universität Breslau. Im Zweiten Weltkrieg diente er als Oberstleutnant im Stab der V. Armeekorps.
1945 wurde Helfritz kommissarischer Vertreter der ordentlichen Professur für Staats-, Verwaltungs- und Völkerrecht an der Friedrich-Alexander-Universität Erlangen, dann aber entlassen. 1947 erfolgte die Wiedereinstellung. Von 1947 bis 1951 vertrat er erneut kommissarisch den Lehrstuhl. In der Nachkriegszeit in Deutschland verteidigte er öffentlich die Mensur. 1949 wurde er ordentlicher Professor und wenig später emeritiert.
Helfritz war u. a. Mitglied der Historischen Kommission für Schlesien, Mitglied der Herder-Instituts Riga, Vorsitzender des Humboldt-Vereins in Breslau, Mitglied der Deutschen Gesellschaft für Wehrpolitik und Wehrwissenschaften, Mitglied der Vereinigung der Deutschen Staatsrechtslehrer und Mitglied der Zwinger-Gesellschaft in Breslau. Zu seinen akademischen Schülern gehörten u. a. Thomas Ellwein, Günther Küchenhoff, Hans Peters, Hans Ulrich Scupin und Gerhard Wacke.

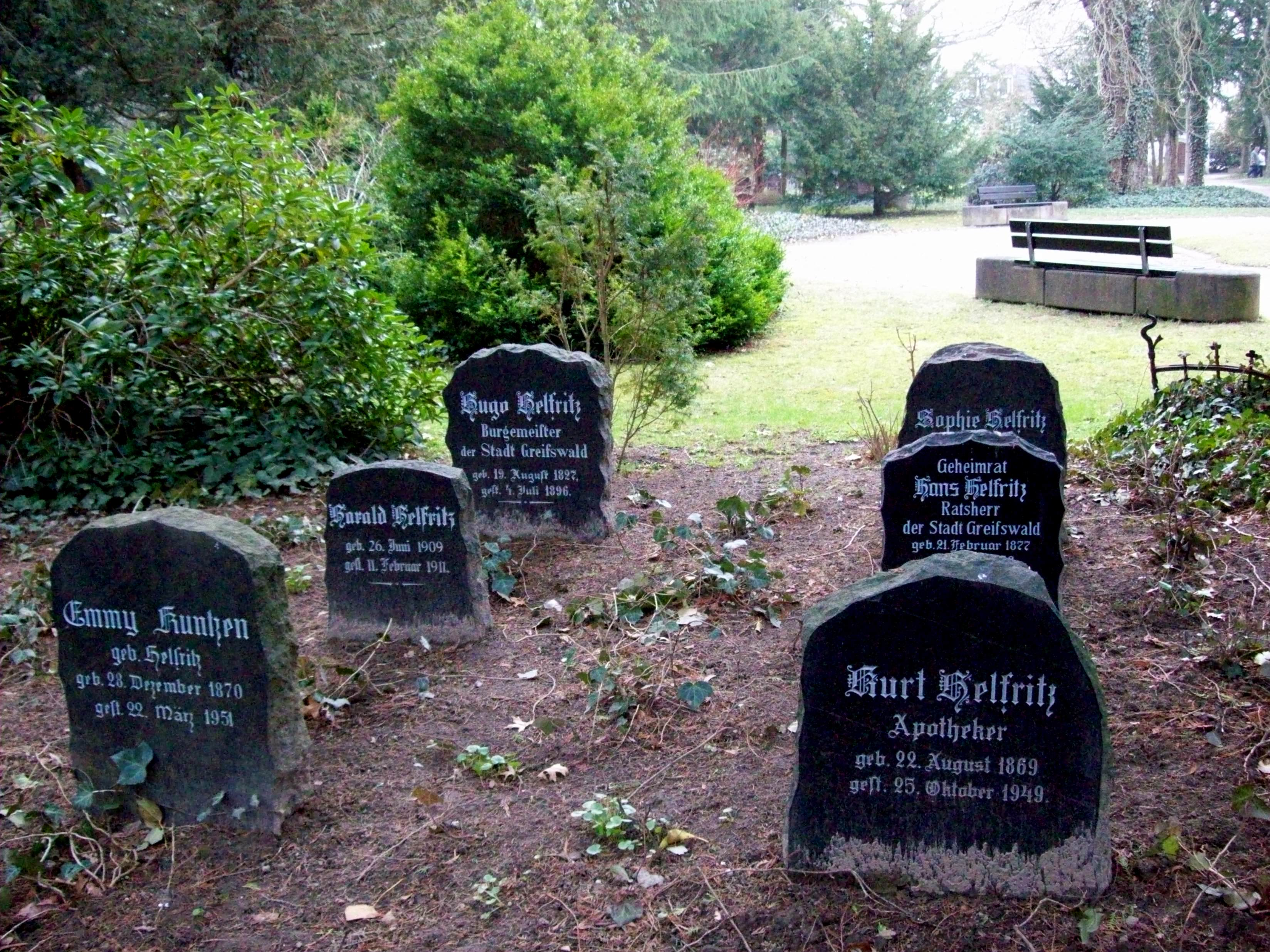
Familiengrab Helfritz auf dem Alten Friedhof Greifswald

Helfritz, evangelisch-lutherisch getauft und seit 1904 verheiratet, war Vater von drei Kindern. Er wurde auf dem Alten Friedhof Greifswald beigesetzt.

## Ehrungen
- Geheimer Regierungsrat (1919)
- Rechtsritter des Johanniterordens (1919)
- Großes Bundesverdienstkreuz (1953)
- Ehrendoktor (Dr. rer. pol. h. c.) der Rechts- und Staatswissenschaftlichen Fakultät der Westfälischen Wilhelms-Universität (1957)

## Schriften
- Der geschichtliche Bestand und die legislative Verwertbarkeit von Widerruf, Abbitte und Ehrenerklärung. J. Abel, Greifswald 1905 (jur. Dissertation, Universität Greifswald, 1905).
- Die Finanzen der Stadt Greifswald zu Beginn des neunzehnten Jahrhunderts und in der Gegenwart. Mit einer Studie über die Geschichte der Greifswalder Stadtverfassung (= Staats- und sozialwissenschaftliche Forschungen. H. 161). Duncker & Humblot, Leipzig 1912 (phil. Dissertation, Universität Greifswald, 1911).
- Die Vertretung der Städte und Landgemeinden nach außen in dem Gemeinderecht der östlichen Provinzen Preußens. Ein Beitrag zur Organlehre. C. Heymann, Berlin 1916 (Habilitationsschrift, Universität Berlin, 1914).
- Grundriss des preußischen Kommunalrechts (= Die Selbstverwaltung in Wissenschaft und Praxis. H. 2). Vahlen, Berlin 1922; 2., umgearbeitete und erweiterte Auflage 1927; 3., umgearbeitete und erweiterte Auflage 1932.
- Staatskunst und Parteipolitik. Eine Skizze. C. Heymann, Berlin 1923.
- Allgemeines Staatsrecht als Einführung in das öffentliche Recht. Mit einem Abriß der Staatstheorien. C. Heymann, Berlin 1924; 2., erweiterte Auflage 1928; 3., erweiterte und veränderte Auflage: Volk und Staat: Verfassungsgeschichte der Neuzeit. Mit einem Abriß der Staatstheorien. 1938; 4., erweiterte und veränderte Auflage 1944; 5., erweiterte und veränderte Auflage: Allgemeines Staatsrecht. Mit einem Abriss der Staatstheorien. Albert Nauck, Köln/Berlin 1949.
- Aktenstücke des Verwaltungsrechts. C. Heymann, Berlin 1927.
- Grundzüge des Beamtenrechts. Industrieverlag Spaeth & Linde, Berlin 1929.
- Geschichte der preußischen Heeresverwaltung. C. Heymann, Berlin 1938.
- Das Britische Imperium (Reihe Vorträge der Friedrich-Wilhelms-Universität zu Breslau im Kriegswinter 1940/41). Hrsg. von Universität und Universitätsbund. Korn, Breslau 1941.
- Wilhelm II. als Kaiser und König. Eine historische Studie. Scientia, Zürich 1954.
- Die Universität Breslau als Pflegestätte deutschen Geists. In: Jahrbuch der Schlesischen Friedrich-Wilhelms-Universität zu Breslau. Bd. 1, 1955, S. 9–21.